# 江泰路站
江泰路站是廣州地鐵2號線和11號線的换乘車站，位於中國廣東省廣州市海珠區江南大道、江泰路和江燕路之间的地底，在2010年9月25日啟用，2024年12月28日随11号线通车而成为换乘车站。

## 車站結構
江泰路站分为两个站体：位于江南大道南下方的2号线站体和位于江南大道南与江燕路之间地块下方的11号线站体，两线车站整体呈逆时针旋转「T」字形。车站周边为江南大道南、江泰路、江燕路、南泰路、万科里商场及附近住宅樓。

### 2号线站体
2号线站体共设有2層。地面為车站各出入口；地下一層為站廳層；地下二層為2號線站台層。
| 地下一层 | 2号线站厅 | 售票機、客服中心、商店、警务室、安检设施 前往 █11号线 |  |  |
| 地下二层 | 2 站台    | █2号线 广州南站方向（下站：东晓南）                   |  |  |
|          | 岛式站台  |                                                       |  |  |
|          | 1 站台    | █2号线 嘉禾望岗方向（下站：昌岗）                     |  |  |

### 11号线站体
11号线站体共设有3层，全长270米，标准段宽23.5米。地面为车站各出入口；地下一层为站厅层；地下二层为设备区；地下三层为11号线站台。
| 地下一层 | 11号线站廳                 | 售票機、客服中心、商店、警务室、安检设施 前往 █2号线 |  |  |
| 地下二层 | 设备区                     | 车站设备                                             |  |  |
| 地下三层 | 4 站台                     | █11号线 内环方向（下站：燕岗）                       |  |  |
|          | 岛式站台（卫生间、母婴室） |                                                      |  |  |
|          | 3 站台                     | █11号线 外环方向（下站：五凤）                       |  |  |

### 站厅及换乘
江泰路站站厅目前分为2号线部分和11号线两个部分，均位于地下一层，两个站厅的付费区和非付费区均通过联络接口连接，其中非付费区接口连接至2号线站厅部分D出入口通道处。为方便行人进出及换乘，2号线站厅西侧，11号线站厅中部被划分为收费区，11号线付费区另向东北延伸至2号线站体接口处以配合换乘。
2号线站厅付费区內設有多組一台专用电梯、四台扶手電梯及一组樓梯连接2号线月台，11号线站厅付费区则设有多条扶手电梯、专用电梯和楼梯连接11号线月台。
2号线和11号线站厅均設有自动售票機及智能客務中心。另设有7-11及哆给力便利店、利口福食品店等商店，以及自动贩卖机、智能寄存柜等设施。
- 2号线站厅
- 11号线站厅

### 月台
江泰路站2号线和11号线各自设有一个岛式月台。上层的2号线站台位于江南大道南地底；下层的11号线站台宽14米，位于南珠广场北小区的绿化以及云南外运仓库的空地，交叉贯穿江燕路的地底。
本站的卫生间及母婴室设于11号线站台往燕岗方向的一端。
另外，本站2号线站台南面設有一条存车线，用於折返2号线短線（小交路）列車。短線班次列車在2號月台清客完成後，便會進入該存車線，折返到1號月台上客。而在其餘時段內則用於停放備用車。

### 出入口
江泰路站共设有11个出入口供乘客进出，车站在启用时即设置A、B1、B2、C、D共5个出入口，11号线开通站体启用后另新增设E1、E2、F、G、H1、H2共6个出入口。
此外，C出入口通道連通附近的萬科里商場。
|                                                             |                                                           |      |            |                                                                                    |
|                                                             |                                                           |      |            |                                                                                    |
| 编号                                                        | 设施                                                      | 照片 | 出口指示   | 建议前往的目的地                                                                   |
| 2号线站廳                                                   |                                                           |      |            |                                                                                    |
| A                                                           |                                                           |      | 江泰路     | 江南大道南、江南大道南（地铁江泰路站）总站（北行①号分站）                          |
| B1                                                          | 盲道标志 · 扶手电梯标志                                   |      | 江南大道南 | 南泰路、江南大道南（地铁江泰路站）公交车站（北行）                                 |
| B2                                                          |                                                           |      | 江南大道南 | 江泰路、江南大道南（地铁江泰路站）总站（北行②号分站）                              |
| C                                                           | 盲道标志 · 轮椅升降台标志 · 无障碍通道标志 · 扶手电梯标志 |      | 江南大道南 | 礼岗路、江燕路萬科里、江南大道南（地铁江泰路站）公交车站（南行）、地铁江泰路站总站 |
| D                                                           |                                                           |      | 江南大道南 |                                                                                    |
| 11号线站廳                                                  |                                                           |      |            |                                                                                    |
| E1                                                          | 扶手电梯标志                                              |      | 江燕路     | 南珠路、江燕花园（地铁江泰路站）公交车站                                           |
| E2                                                          | 盲道标志                                                  |      | 江燕路     |                                                                                    |
| F                                                           | 盲道标志 · 扶手电梯标志                                   |      | 江泰路     |                                                                                    |
| G                                                           | 盲道标志 · 升降机标志 · 无障碍通道标志 · 扶手电梯标志     |      | 江泰路     |                                                                                    |
| H1                                                          | 扶手电梯标志                                              |      | 江燕路     | 南泰路公交车站                                                                     |
| H2                                                          |                                                           |      | 江燕路     |                                                                                    |
| 註： 設有 \| 設有 \| 設有 \| 設有輪椅升降台 \| 設有扶手電梯 |                                                           |      |            |                                                                                    |

## 接驳交通
江泰路站周边有江南大道南巴士站，方便乘客接驳巴士前往目的地。
| 编号 | 编号 | 线路                       | 线路 | 线路                       | 收费 | 备注                      |
| ---- | ---- | -------------------------- | ---- | -------------------------- | ---- | ------------------------- |
|      | 244  | 江南大道南（地铁江泰路站） | ⇆    | 黄石东（白云尚城）         | 3元  |                           |
|      | 244A | 江南大道南（地铁江泰路站） | ⇆    | 汇侨新城                   | 2元  |                           |
|      | 812  | 东漖教师新村               | ⇆    | 江南大道南（地铁江泰路站） | 2元  |                           |
|      | 夜22 | 江南大道南（地铁江泰路站） | ⇆    | 广州白云站公交总站         | 4元  | 244路附属线路；20–30分/班 |

| 编号 | 编号    | 线路         | 线路 | 线路                       | 收费 | 备注            |
| ---- | ------- | ------------ | ---- | -------------------------- | ---- | --------------- |
|      | 469     | 纸厂         | ⇆    | 地铁江泰路站               | 2元  |                 |
|      | 992     | 地鐵江泰路站 | ↻    | 地鐵江泰路站               | 2元  |                 |
|      | 广夜103 | 地铁江泰路站 | ⇆    | （佛山）穗盐路（雍景豪园） | 3元  | 广565路附属线路 |

| 编号 | 编号  | 线路           | 线路 | 线路                       | 收费 | 备注 |
| ---- | ----- | -------------- | ---- | -------------------------- | ---- | ---- |
|      | 253   | 瑞宝乡         | ⇆    | 罗冲围（松南路）           | 2元  |      |
|      | 广565 | （广州）瑞宝乡 | ⇆    | （佛山）穗盐路（雍景豪园） | 2元  |      |
|      | 967   | 怡乐路         | ↻    | 沙园                       | 2元  |      |

| 编号 | 编号 | 线路                     | 线路 | 线路                 | 收费 | 备注          |
| ---- | ---- | ------------------------ | ---- | -------------------- | ---- | ------------- |
|      | 59   | 广州火车东站             | ⇆    | 沥滘                 | 2元  |               |
|      | 180  | 解放北路（应元路口）     | ⇆    | 南洲路（小洲南路口） | 2元  |               |
|      | 530  | 沙涌南（凤翔公园）       | ⇆    | 润江南路             | 2元  |               |
|      | 544  | 纸厂                     | ⇆    | 广州市儿童公园       | 2元  |               |
|      | 546  | 南洲花园                 | ⇆    | 机场路               | 3元  |               |
|      | B9   | 珠江南景园               | ⇆    | 华景新城             | 2元  |               |
|      | 夜16 | 门口岗                   | ⇆    | 城西花园             | 3元  |               |
|      | 夜32 | 柯子岭（地铁大金钟路站） | ⇆    | 鹤洞                 | 3元  | 544路附属线路 |

## 利用状况
车站周围有江燕花园、凤阳苑等住宅区，同时车站附近有数条公交线路来往于燕翔路及纸厂一带。因此本站平常使用率一般，但是高峰時間卻經常出現擠迫現象。
本站是2号线工作日早高峰短线车（嘉禾望岗至江泰路）的終點站。

## 历史

### 规划及建设
江泰路站最早出现于1997年出現的《廣州市城市快速軌道交通線網規劃研究（最終報告）》中2號線拆分后的一个沿线车站，当时命名为门口岗站，位置均与现时基本一致；后根据所在道路命名为江泰路站。随后江泰路站于2007年正式动工。
11号线在1997年的《廣州市城市快速軌道交通線網規劃研究（最終報告）》中，作為備選的B方案中出現了環線，當時的環線為1987年方案中二號線拆分之後的產物。後來在2010年正式定下的方案中，決定不拆分8號綫，環線所有路段則改為完全新建，即改为在本站与2号线交汇。
11号线车站于2022年1月进入主体结构施工阶段，并于2023年5月29日实现封顶。
为承受来自11号线的换乘客流，11号线开通前夕对2号线站体进行改造，2号线车站在原有连接站厅至站台的楼梯处改造为1条扶手电梯，并在站厅中部位置新设置1组楼梯连接至站台。此外，在11号綫站廳進入聯絡接口前設置儲客空間，以便客流高峰限流時用作自11号线的换乘客流緩衝空間。

### 运营
2010年9月28日，本站随新二号线、八号线开通运营而正式启用。
2022年年末疫情期间，本站曾受防控措施影响，于2022年11月5日9时至11月30日下午暂停服务；期间为服务成人高考等考试考生，5日及6日的早上9时前仍提供正常服务。
车站开通时，本站英文站名使用Jiangtai Lu，11号线开通前夕更改为Jiangtai Road。2024年12月28日，车站11号线部分正式启用。